# Nowa Wieś (gmina Nisko)
Nowa Wieś – wieś w Polsce, położona w województwie podkarpackim, w powiecie niżańskim, w gminie Nisko.
| SIMC    | Nazwa  | Rodzaj    |
| ------- | ------ | --------- |
| 0800025 | Piaski | część wsi |
| 0800031 | Wygon  | część wsi |

W latach 1975–1998 miejscowość administracyjnie należała do województwa tarnobrzeskiego.
We wsi znajduje się m.in. kapliczka, przy której są pochowani żołnierze walczący w drugiej wojnie światowej, a także most na Sanie.